# Snowboard-Europacup 2016/17
Der Snowboard-Europacup 2016/17 war eine von der FIS organisierte Wettkampfserie, die zum Unterbau des Snowboard-Weltcups 2016/17 gehörte. Sie begann am 3. November 2016 in Landgraaf und endete am 22. April 2017 in Silvaplana.

## Männer

### Podestplätze Männer
| Datum             | Austragungsort         | Disz.                 | Sieger              | Zweiter                 | Dritter              |
| ----------------- | ---------------------- | --------------------- | ------------------- | ----------------------- | -------------------- |
| 3. November 2016  | Landgraaf              | Parallelslalom        | Maurizio Bormolini  | Stefan Baumeister       | Radoslaw Jankow      |
| 4. November 2016  | Landgraaf              | Parallelslalom        | Maurizio Bormolini  | Tim Mastnak             | Benjamin Karl        |
| 9. November 2016  | Landgraaf              | Slopestyle            | Erik Bastiaansen    | Niek van der Velden     | Rene Rinnekangas     |
| 10. November 2016 | Landgraaf              | Slopestyle            | Max De Vries        | Niek van der Velden     | Rakim Foy            |
| 26. November 2016 | Kaunertal              | Slopestyle            | Lyon Farrell        | Nicolas Huber           | Michail Matwiejew    |
| 30. November 2016 | Pitztal                | Snowboardcross        | Lucas Eguibar       | Julian Lüftner          | Anton Lindfors       |
| 1. Dezember 2016  | Pitztal                | Snowboardcross        | Lucas Eguibar       | Hagen Kearney           | Lorenzo Sommariva    |
| 10. Dezember 2016 | Hochfügen              | Parallel-Riesenslalom | Sylvain Dufour      | Lee Sang-ho             | Dmitri Sarsembajew   |
| 11. Dezember 2016 | Hochfügen              | Parallel-Riesenslalom | Sylvain Dufour      | Lee Sang-ho             | Andrei Sobolew       |
| 15. Dezember 2016 | Val Thorens            | Snowboardcross        | Adam Lambert        | Matteo Menconi          | Gian von Graffenried |
| 16. Dezember 2016 | Val Thorens            | Snowboardcross        | Adam Lambert        | Nick Watter             | Léo Le Blé Jaques    |
| 7. Januar 2017    | Gerlitzen              | Parallel-Riesenslalom | Jure Hafner         | Kim Sang-kyum           | Daniel Weis          |
| 8. Januar 2017    | Gerlitzen              | Parallel-Riesenslalom | Choi Bo-gun         | Daniel Weis             | Ji Myung-kon         |
| 20. Januar 2017   | Livigno                | Parallel-Riesenslalom | Maurizio Bormolini  | Choi Bo-gun             | Kim Sang-kyum        |
| 21. Januar 2017   | Livigno                | Parallel-Riesenslalom | Kim Sang-kyum       | Sylvain Dufour          | Choi Bo-gun          |
| 24. Januar 2017   | Vars                   | Slopestyle            | Bendik Gjerdalen    | Lorenzo Peeters         | Moritz Kaufmann      |
| 25. Januar 2017   | Vars                   | Slopestyle            | Takeru Otsuka       | Mathias Eckhoff         | Bendik Gjerdalen     |
| 28. Januar 2017   | Font-Romeu-Odeillo-Via | Big Air               | Enzo Valax          | Takeru Otsuka           | Nikita Tiuterev      |
| 29. Januar 2017   | Font-Romeu-Odeillo-Via | Big Air               | Enzo Valax          | Tino Stojak             | Yannick Boudjelal    |
| 28. Januar 2017   | Grasgehren             | Snowboardcross        | Adam Lambert        | Jakob Dusek             | Leon Beckhaus        |
| 29. Januar 2017   | Grasgehren             | Snowboardcross        | Glenn de Blois      | Sebastian Pietrzykowski | Nick Watter          |
| 3. Februar 2017   | Puy-Saint-Vincent      | Snowboardcross        | Nick Watter         | David Pickl             | Nathanael Mahler     |
| 12. Februar 2017  | Sarajewo               | Big Air               | Nicola Liviero      | Loris Framarin          | Piotr Tokarczyk      |
| 17. Februar 2017  | Götschen               | Big Air               | Stef Vandeweyer     | Nicolas Huber           | Nicola Liviero       |
| 24. Februar 2017  | Colere                 | Snowboardcross        | Paul Berg           | Martin Nörl             | Nathanael Mahler     |
| 25. Februar 2017  | Colere                 | Snowboardcross        | Ken Vuagnoux        | Glenn de Blois          | Martin Nörl          |
| 24. Februar 2017  | Davos                  | Halfpipe              | Cho Hyeon-min       | Victor Ivanov           | Jonas Junker         |
| 25. Februar 2017  | Davos                  | Big Air               | Moritz Boll         | Stef Vandeweyer         | Lukas Ehrler         |
| 25. Februar 2017  | Lenzerheide            | Parallelslalom        | Dario Caviezel      | Sebastian Kislinger     | Andreas Prommegger   |
| 26. Februar 2017  | Lenzerheide            | Parallelslalom        | Sebastian Kislinger | Andreas Prommegger      | Patrick Bussler      |
| 4. März 2017      | Kopaonik               | Big Air               | Nicola Liviero      | Piotr Tokarczyk         | Naj Mekinc           |
| 5. März 2017      | Kopaonik               | Big Air               | Nikita Tiuterev     | Piotr Tokarczyk         | Nicola Liviero       |
| 13. März 2017     | Pamporowo              | Slopestyle            | Brandon Davis       | Petar Gioszarkow        | Sindre Tveiten       |
| 14. März 2017     | Pamporowo              | Slopestyle            | Brandon Davis       | Jesper Landmark         | Petar Gioszarkow     |
| 17. März 2017     | Laax                   | Slopestyle            | Simon Gschaider     | Alois Lindmoser         | Elias Rupp           |
| 19. März 2017     | Laax                   | Halfpipe              | Patrick Burgener    | Jan Scherrer            | Derek Livingston     |
| 17. März 2017     | Radstadt               | Parallelslalom        | Johann Stefaner     | Arvid Auner             | Gabriel Messner      |
| 18. März 2017     | Radstadt               | Parallelslalom        | Johann Stefaner     | Daniele Bagozza         | Fabian Obmann        |
| 17. März 2017     | Lenk                   | Snowboardcross        | Hanno Douschan      | Leon Beckhaus           | Glenn de Blois       |
| 24. März 2017     | Kühtai                 | Big Air               | Moritz Amsüss       | Talha Karakoca          | Ihnat Siadanau       |
| 26. März 2017     | Kühtai                 | Halfpipe              | Toby Miller         | Victor Ivanov           | Joshua Bowman        |
| 25. März 2017     | Ratschings             | Parallelslalom        | Lukas Mathies       | Alexander Payer         | Tim Mastnak          |
| 26. März 2017     | Ratschings             | Parallelslalom        | Stefan Baumeister   | Johann Stefaner         | Lukas Mathies        |
| 28. März 2017     | Rogla                  | Parallel-Riesenslalom | Sebastian Kislinger | Benjamin Karl           | Vic Wild             |
| 29. März 2017     | Rogla                  | Parallelslalom        | Benjamin Karl       | David Müller            | Alexander Payer      |
| 1. April 2017     | Scuol                  | Parallel-Riesenslalom | Nevin Galmarini     | Vic Wild                | Sebastian Schüler    |
| 2. April 2017     | Scuol                  | Parallelslalom        | Maurizio Bormolini  | Daniel Weis             | Konstantin Kotow     |
| 19. April 2017    | Silvaplana             | Slopestyle            | Dario Burch         | Michael Schärer         | Jonas Boesiger       |
| 22. April 2017    | Silvaplana             | Big Air               | Jonas Boesiger      | Alberto Maffei          | Michael Schärer      |

### Gesamtwertungen Männer
| Rang | Name                | Punkte  |
| ---- | ------------------- | ------- |
| 1    | Johann Stefaner     | 2623    |
| 2    | Maurizio Bormolini  | 2400    |
| 3    | Sebastian Kislinger | 2275    |
| 4    | David Müller        | 2235,9  |
| 5    | Daniel Weis         | 2221    |
| 6    | Dario Caviezel      | 2160    |
| 7    | Arvid Auner         | 2123,35 |
| 8    | Benjamin Karl       | 1990    |
| 9    | Stefan Baumeister   | 1930    |
| 10   | Sylvain Dufour      | 1755    |

| Rang | Name               | Punkte |
| ---- | ------------------ | ------ |
| 1    | Choi Bo-gun        | 1510   |
| 2    | Sylvain Dufour     | 1400   |
| 3    | Kim Sang-kyum      | 1390   |
| 4    | Daniel Weis        | 1370   |
| 5    | Lee Sang-ho        | 926    |
| 6    | Masaki Shiba       | 925    |
| 7    | Jure Hafner        | 905,5  |
| 8    | Maurizio Bormolini | 870    |
| 9    | Daniele Bagozza    | 869,65 |
| 10   | Johann Stefaner    | 816    |

| Rang | Name                | Punkte |
| ---- | ------------------- | ------ |
| 1    | Johann Stefaner     | 1807   |
| 2    | Sebastian Kislinger | 1775   |
| 3    | David Müller        | 1597,5 |
| 4    | Arvid Auner         | 1540   |
| 5    | Maurizio Bormolini  | 1530   |
| 6    | Alexander Payer     | 1480   |
| 7    | Dario Caviezel      | 1455   |
| 8    | Fabian Obmann       | 1425   |
| 9    | Stefan Baumeister   | 1385   |
| 10   | Benjamin Karl       | 1340   |

| Rang | Name                    | Punkte  |
| ---- | ----------------------- | ------- |
| 1    | Adam Lambert            | 2169,45 |
| 2    | Nick Watter             | 2160    |
| 3    | Glenn de Blois          | 1527,3  |
| 4    | Paul Berg               | 1435    |
| 5    | David Pickl             | 1300    |
| 6    | Nathanael Mahler        | 1239,45 |
| 7    | Sebastian Pietrzykowski | 1150    |
| 8    | Martin Nörl             | 1145    |
| 9    | Jakob Dusek             | 1035    |
| 10   | Lucas Eguibar           | 1000    |

| Rang | Name              | Punkte |
| ---- | ----------------- | ------ |
| 1    | Victor Ivanov     | 910    |
| 2    | Toby Miller       | 700    |
| 3    | Cho Hyeon-min     | 620    |
| 4    | Patrick Burgener  | 500    |
| 4    | Maksim Suikov     | 500    |
| 6    | Joshua Bowman     | 480    |
| 7    | Elias Allenspach  | 410    |
| 8    | Jan Scherrer      | 400    |
| 9    | Christoph Lechner | 390    |
| 10   | Liam Tourki       | 370    |

| Rang | Name                | Punkte |
| ---- | ------------------- | ------ |
| 1    | Brandon Davis       | 1000   |
| 2    | Lorenzo Peeters     | 920    |
| 3    | Peter Podlogar      | 845    |
| 4    | Petar Gioszarkow    | 840    |
| 5    | Bendik Gjerdalen    | 800    |
| 5    | Niek van der Velden | 800    |
| 7    | Dario Burch         | 680    |
| 8    | Naj Mekinc          | 655    |
| 9    | David Luckerbauer   | 647,5  |
| 10   | Sindre Tveiten      | 640    |

| Rang | Name              | Punkte |
| ---- | ----------------- | ------ |
| 1    | Nikita Tiuterev   | 2000   |
| 2    | Nicola Liviero    | 1810   |
| 3    | Matija Milenkovic | 1143   |
| 4    | Piotr Tokarczyk   | 1135   |
| 5    | Enzo Valax        | 1080   |
| 6    | Stef Vandeweyer   | 900    |
| 7    | Loris Framarin    | 760    |
| 8    | Moritz Amsüss     | 745    |
| 9    | Janko Kolarevic   | 669,55 |
| 9    | Moritz Boll       | 660    |

## Frauen

### Podestplätze Frauen
| Datum             | Austragungsort         | Disz.                 | Sieger                   | Zweiter                    | Dritter                 |
| ----------------- | ---------------------- | --------------------- | ------------------------ | -------------------------- | ----------------------- |
| 3. November 2016  | Landgraaf              | Parallelslalom        | Michelle Dekker          | Daniela Ulbing             | Ladina Jenny            |
| 4. November 2016  | Landgraaf              | Parallelslalom        | Carolin Langenhorst      | Julia Dujmovits            | Claudia Riegler         |
| 9. November 2016  | Landgraaf              | Slopestyle            | Babs Barnhoorn           | Lucie Silvestre            | Nadja Flemming          |
| 10. November 2016 | Landgraaf              | Slopestyle            | Babs Barnhoorn           | Nadja Flemming             | Lucie Silvestre         |
| 26. November 2016 | Kaunertal              | Slopestyle            | Kateřina Vojáčková       | Jelena Kostenko            | Louise Nordström        |
| 30. November 2016 | Pitztal                | Snowboardcross        | Belle Brockhoff          | Hanna Ihedioha             | Tess Critchlow          |
| 1. Dezember 2016  | Pitztal                | Snowboardcross        | Belle Brockhoff          | Carle Brenneman            | Sarah Devouassoux       |
| 10. Dezember 2016 | Hochfügen              | Parallel-Riesenslalom | Jelisaweta Salichowa     | Patrizia Kummer            | Jekaterina Tudegeschewa |
| 11. Dezember 2016 | Hochfügen              | Parallel-Riesenslalom | Ekaterina Khatomchenkova | Selina Jörg                | Patrizia Kummer         |
| 15. Dezember 2016 | Val Thorens            | Snowboardcross        | Gaia Tarasco             | Julia Pereira              | Kristina Neussner       |
| 16. Dezember 2016 | Val Thorens            | Snowboardcross        | Sofia Belingheri         | Julia Pereira              | Francesca Gallina       |
| 7. Januar 2017    | Gerlitzen              | Parallel-Riesenslalom | Weronika Biela-Nowaczyk  | Melanie Hochreiter         | Carolin Langenhorst     |
| 8. Januar 2017    | Gerlitzen              | Parallel-Riesenslalom | Nicole Baumgartner       | Larissa Gasser             | Carolin Langenhorst     |
| 20. Januar 2017   | Livigno                | Parallel-Riesenslalom | Nadya Ochner             | Ramona Theresia Hofmeister | Jeong Hae-rim           |
| 21. Januar 2017   | Livigno                | Parallel-Riesenslalom | Selina Jörg              | Melanie Hochreiter         | Cheyenne Loch           |
| 24. Januar 2017   | Vars                   | Slopestyle            | Carola Niemelä           | Lucie Silvestre            | Thalie Larochaix        |
| 25. Januar 2017   | Vars                   | Slopestyle            | Emmi Parkkisenniemi      | Lucie Silvestre            | Carola Niemelä          |
| 28. Januar 2017   | Font-Romeu-Odeillo-Via | Big Air               | Jelena Kostenko          | Luan Salgueira             | Lea Jugovac             |
| 29. Januar 2017   | Font-Romeu-Odeillo-Via | Big Air               | Jelena Kostenko          | Lola Abou                  | Lea Jugovac             |
| 28. Januar 2017   | Grasgehren             | Snowboardcross        | Julia Pereira            | Gaia Tarasco               | Sophie Hediger          |
| 29. Januar 2017   | Grasgehren             | Snowboardcross        | Gaia Tarasco             | Sarah Devouassoux          | Kim Martinez            |
| 3. Februar 2017   | Puy-Saint-Vincent      | Snowboardcross        | Francesca Gallina        | Julia Pereira              | Jana Fischer            |
| 12. Februar 2017  | Sarajewo               | Big Air               | Marija Masla             | Jelena Ignjatov            | Lizawieta Pliuta        |
| 17. Februar 2017  | Götschen               | Big Air               | Louise Nordström         | Lea Jugovac                | Annika Morgan           |
| 24. Februar 2017  | Colere                 | Snowboardcross        | Sofia Belingheri         | Francesca Gallina          | Manon Petit             |
| 25. Februar 2017  | Colere                 | Snowboardcross        | Francesca Gallina        | Manon Petit                | Julia Pereira           |
| 24. Februar 2017  | Davos                  | Halfpipe              | Carla Somaini            | Babet Bischof              | Klementyna Kołodziej    |
| 25. Februar 2017  | Davos                  | Big Air               | Antonia Yanez            | Babet Bischof              | Ariane Burri            |
| 25. Februar 2017  | Lenzerheide            | Parallelslalom        | Sabine Schöffmann        | Ina Meschik                | Ladina Jenny            |
| 26. Februar 2017  | Lenzerheide            | Parallelslalom        | Sabine Schöffmann        | Ladina Jenny               | Julia Dujmovits         |
| 4. März 2017      | Kopaonik               | Big Air               | Lea Jugovac              | Jelena Kostenko            | Margherita Meneghetti   |
| 5. März 2017      | Kopaonik               | Big Air               | Jelena Kostenko          | Margherita Meneghetti      | Nina Diana Zyryanova    |
| 17. März 2017     | Laax                   | Slopestyle            | Elli Pikkujämsä          | Ariane Burri               | Jelena Kostenko         |
| 19. März 2017     | Laax                   | Halfpipe              | Verena Rohrer            | Anna Valentine             | Berenice Wicki          |
| 17. März 2017     | Radstadt               | Parallelslalom        | Milena Bykowa            | Nicole Baumgartner         | Jemima Juritz           |
| 18. März 2017     | Radstadt               | Parallelslalom        | Elisa Profanter          | Alice Lombardi             | Jemima Juritz           |
| 17. März 2017     | Lenk                   | Snowboardcross        | Julia Pereira            | Sarah Devouassoux          | Pia Zerkhold            |
| 24. März 2017     | Kühtai                 | Big Air               | Jelena Kostenko          | Johanna Elisabeth Sternat  | Jelena Ignjatov         |
| 26. März 2017     | Kühtai                 | Halfpipe              | Leilani Ettel            | Morena Makar               | Klementyna Kołodziej    |
| 25. März 2017     | Ratschings             | Parallelslalom        | Ladina Jenny             | Aleksandra Król            | Sabine Schöffmann       |
| 26. März 2017     | Ratschings             | Parallelslalom        | Jemima Juritz            | Michelle Dekker            | Stefanie Müller         |
| 28. März 2017     | Rogla                  | Parallel-Riesenslalom | Milena Bykowa            | Sabine Schöffmann          | Giulia Gaspari          |
| 29. März 2017     | Rogla                  | Parallelslalom        | Sabine Schöffmann        | Daniela Ulbing             | Melanie Hochreiter      |
| 1. April 2017     | Scuol                  | Parallel-Riesenslalom | Ladina Jenny             | Stefanie Müller            | Julie Zogg              |
| 2. April 2017     | Scuol                  | Parallelslalom        | Karolina Sztokfisz       | Patrizia Kummer            | Julie Zogg              |
| 19. April 2017    | Silvaplana             | Slopestyle            | Elena Könz               | Thalie Larochaix           | Isabel Derungs          |
| 22. April 2017    | Silvaplana             | Big Air               | Emmi Parkkisenniemi      | Isabel Derungs             | Thalie Larochaix        |

### Gesamtwertungen Frauen
| Rang | Name                | Punkte |
| ---- | ------------------- | ------ |
| 1    | Sabine Schöffmann   | 3110   |
| 2    | Carolin Langenhorst | 2981   |
| 3    | Jemima Juritz       | 2689,7 |
| 4    | Milena Bykowa       | 2660   |
| 5    | Nicole Baumgartner  | 2653   |
| 6    | Ladina Jenny        | 2650   |
| 7    | Julie Zogg          | 2145   |
| 8    | Stefanie Müller     | 2093   |
| 9    | Melanie Hochreiter  | 2065   |
| 10   | Aleksandra Król     | 1785   |

| Rang | Name                       | Punkte |
| ---- | -------------------------- | ------ |
| 1    | Carolin Langenhorst        | 1520   |
| 2    | Melanie Hochreiter         | 1380   |
| 3    | Milena Bykowa              | 1200   |
| 4    | Selina Jörg                | 1140   |
| 5    | Nicole Baumgartner         | 1088   |
| 6    | Weronika Biela-Nowaczyk    | 1030   |
| 7    | Stefanie Müller            | 1000   |
| 8    | Larissa Gasser             | 945    |
| 9    | Ramona Theresia Hofmeister | 925    |
| 10   | Giulia Gaspari             | 896,75 |

| Rang | Name                | Punkte |
| ---- | ------------------- | ------ |
| 1    | Sabine Schöffmann   | 2405   |
| 2    | Ladina Jenny        | 2005   |
| 3    | Jemima Juritz       | 1945   |
| 4    | Nicole Baumgartner  | 1565   |
| 5    | Elisa Profanter     | 1510   |
| 6    | Carolin Langenhorst | 1461   |
| 7    | Milena Bykowa       | 1460   |
| 8    | Aleksandra Król     | 1290   |
| 9    | Julie Zogg          | 1275   |
| 10   | Julia Dujmovits     | 1150   |

| Rang | Name              | Punkte |
| ---- | ----------------- | ------ |
| 1    | Julia Pereira     | 3037   |
| 2    | Francesca Gallina | 2252   |
| 3    | Sofia Belingheri  | 2055   |
| 4    | Sarah Devouassoux | 2015   |
| 5    | Gaia Tarasco      | 1950   |
| 6    | Lara Casanova     | 1320   |
| 7    | Caterina Carpano  | 1210   |
| 7    | Kristina Neussner | 1210   |
| 9    | Pia Zerkhold      | 1190   |
| 10   | Belle Brockhoff   | 1000   |

| Rang | Name                 | Punkte |
| ---- | -------------------- | ------ |
| 1    | Leilani Ettel        | 750    |
| 2    | Klementyna Kołodziej | 675    |
| 3    | Babet Bischof        | 545    |
| 4    | Verena Rohrer        | 500    |
| 4    | Carla Somaini        | 500    |
| 6    | Morena Makar         | 400    |
| 6    | Anna Valentine       | 400    |
| 8    | Sarah Hardt          | 310    |
| 9    | Berenice Wicki       | 300    |
| 10   | Elizabeth Hosking    | 290    |

| Rang | Name                | Punkte |
| ---- | ------------------- | ------ |
| 1    | Jelena Kostenko     | 1800   |
| 2    | Lucie Silvestre     | 1500   |
| 3    | Babs Barnhoorn      | 1000   |
| 4    | Carola Niemelä      | 980    |
| 5    | Emmi Parkkisenniemi | 870    |
| 6    | Iina Puhakka        | 830    |
| 7    | Nadja Flemming      | 700    |
| 7    | Thalie Larochaix    | 700    |
| 9    | Luan Salgueira      | 685    |
| 10   | Lola Abou           | 595    |

| Rang | Name                      | Punkte |
| ---- | ------------------------- | ------ |
| 1    | Jelena Kostenko           | 2885   |
| 2    | Lea Jugovac               | 1975   |
| 3    | Jelena Ignjatov           | 1910   |
| 4    | Nina Diana Zyryanova      | 1455   |
| 5    | Margherita Meneghetti     | 830    |
| 6    | Lola Abou                 | 745    |
| 7    | Louise Nordström          | 660    |
| 7    | Johanna Elisabeth Sternat | 660    |
| 9    | Luan Salgueira            | 650    |
| 10   | Marija Masla              | 500    |